# Pierre Angot
Pour les articles homonymes, voir Angot.
Pierre Angot, né le 1er mars 1958 à Neuville-lès-Dieppe (Seine-Maritime), est un compositeur français.
Il est l'auteur à ce jour de 56 opus comprenant un grand nombre de pièces de formation diverses allant de l'instrument solo à la formation symphonique.
Dans sa jeunesse, il fut autant musicien de jazz que d'orchestre, il sera aussi professeur de basson.
Elève en composition d'Alain Abbott, il s'en détournera rapidement se mettant en rupture dans les années 90 jusqu’à apostasier son travail accompli jusque là : il le jugera trop conforme à la doxa musicale de la deuxième partie du XXe siècle jusqu'à aujourd'hui.
Pour lui, sa production débutera donc réellement en 2002 avec la Sonatine Picturale, créée cette même année par le pianiste Mickaël Bardin. Il reniera donc toutes ses pièces antérieures sauf ce qu'il comptera pour ses 4 premiers Opus qui sont plus de l'ordre de la gageure musicale. Il cherchera à retrouver le contact avec le public perdu dans les courants de l'école de Darmstadt, notamment musique sérielle ou musique concrète. Il ne prêtera pas plus d'intérêt aux dernières mouvances telles que le néo-tonalisme. On peut donc difficilement qualifier la musique de Pierre Angot, si ce n'est qu'elle est le fruit incessant de longues recherches sur le plan esthétique, recherchant à redonner une vérité émotionnelle à la musique dite savante.
Son engouement ira à des compositeurs tels qu'Henri Tomasi ou Henri Dutilleux pour renouveler le langage musical. La recherche obsessionnelle de nouvelles couleurs musicales, sans jamais se départir de l'héritage du passé, peut qualifier la démarche de Pierre Angot : « Ajouter et ne rien détruire » pourrait être sa devise.

## Œuvres
- Le concert des profs, 3 pièces pour petits ensembles, opus 1 : Ensemble instrumental,
- Musique de scène opus 1 n°2
- Duo, opus 2 : pour basson et violoncelle ou 2 bassons ou 2 violoncelles,
- Trio d'anches opus 2 N° 2
- Lento et presto, opus 3 : pièce de bis pour basson solo, 5 timbales et orchestre à cordes,
- Loin, opus 4 : pour baryton et piano,
- Sonatine picturale, opus 5, pour piano seul
- Small ragtime, opus 6 : pour piano seul
- Introduction de l'Infant, opus 7, no 1 : pour piano seul
- 5 petites pièces suaves, opus 7, no 2 : pièces faciles pour piano
- Spleen entre chien et loup avec les corbeaux silencieux, opus 7, no 3 : pour piano seul
- 8 petites pièces mélancoliques, opus 7, no 4 : petites pièces faciles pour piano
- Vingt études de concert, opus 8, pour basson seul
- Andante et allegro, opus 9, no 1 : pour basson et piano
- Fantaisie romantique et burlesque, opus 9, no 2 : petite pièce facile : pour clarinette si bémol et piano
- Laconique sonatine, opus 9, no 3 : pour violoncelle et piano
- Petite rapsodie fantasque opus 9 n° 4 pour basson et piano
- Sonate n°1, opus 10 : pour piano seul
- Aurore, opus 11, no 1 : pour basson seul
- Badinage, opus 11, no 2 : pour basson et piano
- Deux milans, opus 12 : pour basson seul
- Bacchanale ouverture ballet, opus 13 : pour orchestre symphonique
- Sonate américaine, opus 14 : pour basson et piano
- Improvisation, opus 15, no 1 : pour basson ou violoncelle seul
- Pérégrinations sur une voix, opus 15, no 2 : pour piano
- Rapsodie sur la lecture d'une saga islandaise, opus 16 : pour piano et violoncelle
- Rapsodie sur la lecture d'une saga islandaise, opus 16 : version pour piano, violon et violoncelle
- Astarté, opus 17, no 1 : pour flûte seule
- Ishtar, opus 17, no 2 : pour violoncelle seul
- Une nuit à Brocéliande, opus 18 : pour quintette à vent, (2 versions, la 2e en 2008, plus facile)
- Sinfonietta "Dans les Hyghlands", opus 19 : pour orchestre à cordes et clavecin, (une deuxième version en 2008 avec ajout de bois et la harpe remplaçant le clavecin pour un meilleur équilibre )
- Figures dans la ville, opus 20, no 1 : pour trompette et piano (En 2004 une version pour 2 pianos)
- Ivresses, rapsodie pour saxophone ténor et piano, opus 20, no 2
- Figures dans la ville, opus 20, no 3 : version 2004 remaniée pour 2 pianos
- Rapsodie exotique pour le retour de l'éclopé, à 9 doigts, opus 21 no 1 : pour basson solo
- Largo et presto, opus 21 no 2 : pour hautbois et piano
- Cimaises, opus 22 : pour trompette ut seule
- Fête : pour clarinette si bémol seule
- Le tsarévitch et le dragon, opus 23 : poème symphonique pour orchestre symphonique,
- 9 miniatures pour un(e) jeune clarinettiste, opus 24: pour clarinette si bémol et piano
- Eshu, opus 25 : fable musicale : pour ensemble de clarinettes, petites percussions et récitant sur un conte mythologique africain
- Liémillia, opus 26 : ballet en 2 tableaux pour orchestre symphonique, sur un conte mythologique russe ou une histoire de la métamorphose d'une jeune fille en roussalka
- Les vagabondages d'un rêve, opus 27 : pour clarinette si bémol et piano
- La lame et le manche, opus 28 : suite en huit tableaux pour ensemble instrumental
- L'aube de la vie ou le monde des interrogations, opus 30 : pièce de concert pour violon seul
- Trois pièces autour de David, opus 31: pièces de concert pour clarinette solo et 7 instruments concertants (piano, petite percussion, 2 violons, altos, violoncelle et contrebasse)
- Trois cartes postales asiatiques, opus 32 no 1 : pour piano, clarinette, hautbois, violoncelle
- Mini quatuor"" , opus 32 no 2 : pour 2 violons, alto, violoncelle
- Nostalgie sur des souvenirs et retour au présent, opus 32 no 3 : pour violon, violoncelle et piano
- Complainte, jeux et danse courtoise, opus 32 no 4, pour clarinette, basson et piano
- Duo pour apprenti clarinettiste et apprenti bassoniste, opus 32 no 5
- La vague rapsodie, opus 33 : pour hautbois et piano
- L'ange du trépas, opus 34 : pièce de concert sur un texte de Sven Arte : pour violon, alto, violoncelle et piano,
- L'ange du trépas, opus 34 : version 2007 pour 4 violons, 2 altos, 2 violoncelles, 1 contrebasse et piano
- Les quatre éléments, opus 35 : symphonie pour 4 instrumentistes pour 2 pianos et 2 percussions
- Sonatine loufoque, opus 36 : pour piano seul
- Suite burlesque, opus 37: pour piano seul
- Petite rhapsodie hellénique, opus 38 : pour alto et harpe
- Petite rhapsodie hellénique, opus 38 : version pour violoncelle et piano
- Trois chants de guerre sur des poèmes de Sven Arte, opus 39 : pour violoncelle et piano
- Sonate no 2 pour piano, opus 40, "Les aviateurs"
- 3 mélodies, opus 41 : pour baryton et piano
- Sonate opus 42 : pour cor en fa et piano
- Cimaises II, opus 43 no 1 : pour quintette de cuivres
- Cimaises III, opus 43 no 2 : pour quintette de cuivres
- Trio pour clarinette si bémol, basson et piano, opus 44
- Concerto grosso, opus 45 : pour orchestre à cordes et 5 percussionnistes
- Cimaises IV, opus 46 : pour ensemble instrumental
- Cimaises V, opus 47 : pour violoncelle seul
- Octuor opus 48 pour clarinette, basson cor en fa et quintette à corde
- Trio à Vanini opus 49 pour violon violoncelle et piano
- Cimaise VI pour piano opus 50 N°1
- Fantaisie dégingandée opus 50 N°2 pour piano soliste percussions et orchestre à corde
- Retour d'Islande sur des peintures de Lionel Guibout opus 51 pour quatuor à cordes
- TRIAS opus 52 N°1 pour ensemble instrumental
- Genèse opus 52 N°2 pour quintette à vent et piano
- Arachné et Athéna opus 53 pour piano seul
- Le procès de Galilée opus 54 pour ensemble instrumental
- Le Bucher d'Irminsul opus 55 pour clarinette/basson/cor et piano
- D'un ruisseau vers la rivière ou le voyage d'une feuille opus 56 pour piano